# アグリッパ浴場
アグリッパ浴場（アグリッパよくじょう、ラテン語: Thermae Agrippae）は、初代皇帝アウグストゥスの右腕であったマルクス・ウィプサニウス・アグリッパが建設させた、古代ローマ史上初のローマのテルマエ（大型公衆浴場）である。また、ローマではこの浴場以外はすべて皇帝が建てたものである。パンテオンと同時期に balaneion (βαλανεῖον) としてパンテオンの軸線上に建てられ、当初は冷水プールと熱気風呂だけがあり、サウナ風呂とほとんど違わないものだった。同じくアグリッパが紀元前19年にヴィルゴ水道を完成させ、それによって豊富に水が供給できるようになって完全なテルマエとなり、記念碑的プール (Stagnum Agrippae) が追加された。アグリッパ浴場内は艶のあるタイルで装飾され、芸術作品が飾られていた。外にはリュシッポスのアポクシューオメノス像があった。アグリッパは浴場を市民に残し、紀元前12年に亡くなった。
アグリッパ浴場は紀元80年の火災で損傷を受けたが (Cassius Dio, lxvi.24)、再建され同時に拡張された。マルティアリスの時代に手狭となり、ハドリアヌス帝やその後の皇帝の下でも拡張されている。
7世紀には建築資材のために採掘され始めたが、16世紀になってもまだ原形の大部分を保っており、その廃墟をバルダッサーレ・ペルッツィやアンドレーア・パッラーディオが描いている。